# TTYLXOX
«TTYLXOX» es una canción de la banda sonora Shake It Up: Live 2 Dance e interpretada por la cantante estadounidense Bella Thorne, producida y escrita por los mismos escritores de "Something to Dance For". Fue lanzada el 6 de marzo de 2012. Se estrenó como el único sencillo de la banda sonora en la Radio Disney Planet Premiere el 2 de marzo de 2012, y en iTunes el 6 de marzo de 2012.

## Antecedentes y composición
La canción fue compuesta por el trío de compositores y productores Jeannie Lurie, Archontis Aris y Chen Neeman, conocido por formar la misma asociación para componer canciones como "And The Crowd Goes" por Chris Brochu para la banda sonora de Lemonade Mouth "So Far, So Great" y "What to Do" por Demi Lovato para el álbum Here We Go Again y Sonny With a Chance , "Shake It Up" por Selena Gomez para el álbum  Shake It Up: Break It Down El 3 de diciembre de 2011, un vídeo de baja calidad fue planeado para un futuro episodio de Shake It Up para la temporada 2012, comenzó a extenderse a través de Internet, que reunió a un pequeño adelanto de la canción un poco más de un minuto. El 6 de marzo, por último, la canción se lanzó oficialmente en iTunes. La canción fue el tercer sencillo, junto con "Something to Dance For"  por Zendaya para el álbum Shake It Up: Live 2 Dance y se utilizó en un episodio de Shake It Up que era un episodio de la segunda temporada que se estrenó el 11 de marzo de 2012. En la canción, Thorne utiliza un "sing-hablar" estilo vocal, como los artistas tales como "Ke$ha" y "Dev" La canción tiene un significado pegadiza de Bella Thorne diciendo "hasta pronto, abrazos y besos", que se abrevia "TTYLXOX".

## Posicionamiento
La canción debutó en el número 97 en los EE. UU. Billboard Hot 100 carta y enarboló el número 97. La canción fue más exitosa que "Something to Dance For" que no logró ingresar al hot 100 pero obtuvo la posición 124.
| Gráficos (2011-2012)         | Pico posición |
| ---------------------------- | ------------- |
| Canadá (Canadian Hot 100)    | 71            |
| US Billboard Hot 100         | 97            |
| US Billboard Top Heatseekers | 15            |

## Historial de versiones
| País                         | Fecha              | Formato          | Discografía         |
| ---------------------------- | ------------------ | ---------------- | ------------------- |
| Estados Unidos               | 6 de marzo de 2012 | Descarga digital | Walt Disney Records |
| Reino Unido [cita requerida] | 8 de mayo de 2012  | Descarga digital | Walt Disney Records |